# Thiébaut IX. de Neufchâtel

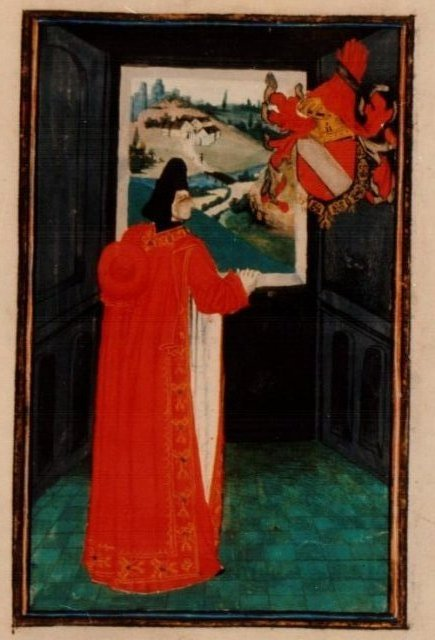
Thiébaut IX. de Neufchâtel im Statutenbuch des Ordens (Den Haag, KB, 76 E 10, fol. 68r)

Thiébaud IX. de Neufchâtel (der Junge genannt), (* um 1417; † 4. Dezember 1469, begraben im Kloster Lieu-Croissant), Herr von Neuchâtel, Blamont, Châtel-sur-Moselle, Épinal u. a., war Marschall von Burgund.

## Leben
Er war einer der Räte von Philipp der Gute und Karl dem Kühnen, Herzöge von Burgund. 1444 wurde er zum Marschall von Burgund ernannt. Auch war er Gouverneur der Bar. 1461 wurde er in den Orden vom Goldenen Vlies aufgenommen.

## Familie
Er entstammte dem Adelsgeschlecht Neufchâtel-en-Bourgogne. Seine Eltern waren Thiébaut VIII. und Agnès de Montfaucon († nach 23. August 1439). 
Thiébaud heiratete im Februar 1438 (n. St.) Bonne de Châteauvillain († 9. August 1474), Dame von Boussenois und Grancey, Tochter des Bernard de Châteauvillain und Jeanne de Saint-Clair.
Ihre Kinder waren:
- Thiébaut X. (* 1438; † 1462), Kapitän und Herr von Héricourt, Marschall von Burgund; kinderlos.
- Henri (* 1440; † 1504 in Blois; begraben im Kloster Lieu-Croissant), Herr von Héricourt, Épinal, Châtel-sur-Moselle, Bainville, Grancey und Chaligny, Vicomte von Baume-les-Dames, Marschall und Generallieutenant (lieutenant-général) von Burgund, Gouverneur der Bar; verheiratet Jeanne de Châlon; kinderlos
- Antoine (* 1448; † 28. Februar 1495), Abt von Luxeuil, ab 1461 Bischof von Toul,
- Claude,
- Léonard/Lienard, († 1475/78), Kanoniker in Besançon und Verdun,
- Louis († 1479/80), Priester,
- Jacques (* 1451; † 14. August 1490), Abt
- Guillaume (* 1458; † Oktober 1505 in Héricourt), Herr von Montrond und Clémont, kinderlos.
- Agnès († Januar 1474), Kanonikerin in der Abtei Remiremont,
- Jeanne (* 1448; † 1488), verheiratet mit Girard de Longwy, kinderlos.
- Marguerite, Äbtissin in der Abtei Sainte-Odile bei Baume-les-Dames (1493),
- Catherine (* 1456; † Juni 1501 in Baume), Äbtissin in der Abtei Remiremont (1473–1474) und in der Abtei Sainte-Odile bei Baume-les-Dames.

Dazu kam noch ein außerehelicher Sohn Antoine († 18. Juni 1532), Herr von Montrond, verheiratet mit Marguerite de Vaudrey, Tochter von Lancelot de Vaudrey und Philiberte de Loisy.